# WAZA
L’Associazione Mondiale di zoo e acquari (WAZA) è l'organizzazione mondiale per zoo e acquari. La sua missione è quella di fornire guida e supporto per i giardini zoologici, acquari e le organizzazioni partner del mondo in cura e benessere degli animali, la conservazione della biodiversità, l'educazione ambientale e alla sostenibilità globale.
L'organizzazione ha sede a Gland.

## Storia
Dopo la precedente Unione Internazionale di Amministrazione dei giardini zoologici (IUDZG), fondata nel 1935 a Basilea, Svizzera, ha cessato di esistere durante la seconda guerra mondiale, una nuova IUDZG nacque a Rotterdam nel 1946 da un gruppo di amministratori di zoo dei paesi alleati o neutri. Nel 1950 IUDZG divenne un membro dell'organizzazione internazionale dell'Unione Internazionale per la Protezione della Natura (IUPN), poi Unione Internazionale per la Conservazione della Natura (IUCN). Il IUDZG ha adottato un nuovo nome, Organizzazione Mondiale degli Zoo, nel 1991, e ha rivisto le sue regole di appartenenza per includere le associazioni regionali di zoo. 
Nel 2000 IUDZG è stato rinominato come WAZA per riflettere un istituto più moderno che lavora insieme ad un livello mondiale, per costruire approcci cooperativi alle esigenze comuni, per affrontare problemi comuni, per condividere informazioni e conoscenze, e rappresentare questa comunità in altri organismi internazionali, come l'World Conservation Union (IUCN) o la conferenza delle parti alle convenzioni globali, come CITES (la Convenzione sul commercio internazionale delle specie di fauna e flora selvatiche), CBD (Convenzione sulla diversità biologica) o CMS (Convenzione sulle specie migratorie). Tra IUCN e CMS o il segretariato della Convenzione di Ramsar sulle zone umide, esistono anche formale Memorandum d'intesa (MoU).
Quando un numero di zoo e acquari di associazioni regionali sono stati fondati in diverse parti del mondo (ad esempio, AZA, EAZA, BIAZA, PAAZAB, ARAZPA, AMACZOOA, JAZA, SEAZA) il IUDZG ha dovuto ripensare la propria struttura e le proprie funzioni. Una decisione per grandi cambiamenti è stata presa, in particolare spostare l'adesione da personale a istituzionale, di stabilire legami ufficiali con le associazioni regionali, di essere più proattivi sotto vari aspetti e di avere un orientamento più conservativo.

## Organizzazione
I membri della Associazione Mondiale di zoo e acquari includono zoo nazionali e acquari, e Associazioni regionali e nazionali di zoo e acquari, nonché alcune organizzazioni affiliate, quali i veterinari dello zoo o educatori zoo, provenienti da tutto il mondo.
Insieme sono 'United for Conservation'.
I membri istituzionali WAZA comprendono più di 250 giardini zoologici ed acquari, così come circa 25 associazioni regionali.
In aggiunta, circa 1300 sono gli zoo legati a WAZA attraverso l'appartenenza a uno dei membri delle associazioni regionali o nazionali, e più di 700 milioni di visitatori passano attraverso queste strutture ogni anno.
Tutti i membri della rete WAZA sono tenuti a rispettare il "Codice Etico di WAZA e il benessere degli animali", adottato da WAZA nel 2003.

### Membri
- Giardini zoologici e acquari dei membri WAZA

### Network
I 1.300 "core" zoo del mondo sono organizzati in associazioni nazionali e / o regionali zoo.
Queste associazioni sono:
- Africa
  - Associazione regionale per l'Africa: PAAZAB (Pan African Association di giardini zoologici, acquari e giardini botanici)
- Asia
  - Associazioni nazionali in: Cina, India, Indonesia, Giappone, Pakistan, Thailandia
  - Associazione regionale per il Sud-Est asiatico: Seaza (sud-est asiatico Zoo Association)
  - Associazione regionale per l'Asia del Sud: SAZARC (South Asian Zoo Associazione per la cooperazione regionale)
- Australia / Oceania
  - Associazione regionale per l'Australia e la Nuova Zelanda: ZAA (Zoo and Aquarium Association)
- Europa
  - National associations in: Austria, Czechia/Slovakia, Denmark, France, Germany, Hungary, Italy, Netherlands, Poland, Spain, Sweden, Switzerland, British and Irish Association of Zoos and Aquariums|United Kingdom
  - Regional association for all of Europe: EAZA (European Association of Zoos and Aquaria)
- Sud America
  - National associations in: Brazil, Colombia, Guatemala, Mexico, National Foundation of Zoological Parks and Aquaria|Venezuela
  - Regional association for Meso America: AMACZOOA (Association of Meso American and Caribbean Zoos and Aquaria)
  - Regional association for the subcontinent: ALPZA (Latin American Zoo and Aquarium Association)
- Nord America
  - National association in: Canadian Association of Zoos and Aquariums (Canada)
  - Regional association for the subcontinent: AZA (American Zoo and Aquarium Association)

## Supporto per zoo e acquari nel mondo
Secondo l'organizzazione, ci sono due caratteristiche che tutte le istituzioni conosciute come "zoo" hanno in comune:
- Gli zoo possiedono e gestiscono le collezioni di animali selvatici, di una o più specie, che sono ospitate in modo che siano più facili da vedere e studiare rispetto che in natura.
- Aprire al pubblico una parte di questa collezione o l'intera struttura per almeno una parte significativa dell'anno, se non tutto l'anno.

La definizione di "zoo" è ampia e può anche includere acquari, riserve, voliere, parchi safari, centri di soccorso, santuari degli animali | santuari o addirittura i cosiddetti "zoo lungo la strada", in cui gli animali sono spesso tenuti in condizioni sub-standard di problematiche.
Dal punto di vista del resto della comunità zoo, che è impegnata a rispettare i principi del benessere degli animali e la conservazione, i giardini zoologici lungo la strada creano numerosi danni all'immagine dei giardini zoologici, in generale, e devono essere assistiti o per raggiungere un livello di standard minimo o essere al chiuso (che naturalmente pone il problema di cosa dovrebbe essere fatto con gli animali che tengono).
Non tutti i santuari sono gestiti da professionisti dello zoo e del personale, essendo in grado di affrontare una varietà di animali con bisogni ed esigenze diverse. Anche le condizioni di mantenimento a volte non soddisfano gli standard più elevati ed in alcuni casi le custodie raggiungono piuttosto presto le loro capacità di carico, perché di solito è molto difficile se non impossibile rilasciare gli animali in natura (e anche difficile trovare adeguate e appropriate zone negli zoo), rendendo impossibile accettare ulteriormente più animali.
Ciò può dar luogo a critiche ingiustificate verso gli zoo in generale, in particolare, da parte di alcuni gruppi dei diritti degli animali, che si oppongono alla custodia degli animali selvatici (e se è per questo anche di animali domestici a cura umana). Mantenere gli animali selvatici nei giardini zoologici è anche visto come dominio dell'uomo sulle altre creature. D'altra parte, la critica oggettiva e basata sulla scienza dalle organizzazioni meno estremiste e spesso vengono riconosciute e ben accolte e possono portare a miglioramenti delle condizioni di conservazione problematici in casi specifici. L'Associazione Mondiale di zoo e acquari (WAZA) ha una procedura di reclamo, che consente di dare seguito alle denunce ricevute da parte del pubblico.
Tra le questioni che possono essere sollevate sono:
- Le condizioni in cui gli animali sono tenuti, spesso causate da qualche evento insolito come una fuga o una morte accidentale.
- L'eutanasia in generale, ma in particolare per quanto riguarda lo smaltimento delle eccedenze di genetica o individui altamente senzienti;
- L'alimentazione di prede vive e, in alcuni casi, le carcasse intere di animale;
- Trasferimenti di individui tra giardini zoologici, in particolare quando le relazioni sociali che si ritengono abbiano attributi in comune con quelli degli esseri umani sono rotti;
- L'uso di animali a intrattenimento, in particolare l'esecuzione di animali;
- Portare nuovi animali dall'ambiente naturale per aumentare il numero di esemplari in cattività o per avviare nuovi programmi di allevamento;
- L'impiego di tecnologie invasive come la manipolazione dell'embrione o stimolazione ormonale negli sforzi di allevamento;
- Tutte le ricerche sugli animali, anche quando è la salute e la longevità degli animali che si distinguono a beneficio.

## Conservazione

### Conservazione integrata
Gli zoo, acquari e giardini botanici possono operare attraverso l'intero spettro delle attività di conservazione, da ex allevamento in situ di specie minacciate di estinzione, la ricerca e l'istruzione pubblica attraverso il sostegno in situ di specie, popolazioni e dei loro habitat.  Hanno un'enorme risorsa di competenze tecniche e persone. Zoo, acquari e orti botanici hanno l'opportunità di affermarsi come modelli di 'conservazione integrata'. Nella parte di lingua tedesca dell'Europa ad esempio 45 giardini zoologici si sono uniti nella " fondazione sulla conservazione delle specie " con lo scopo di pubblicizzare i progetti di conservazione su larga scala.
Oggi molte specie animali sono minacciate di estinzione in gran parte a causa delle crescenti minacce nel loro habitat naturale.
Gli zoo non solo mantengono tali specie in custodia, al fine di mantenere le popolazioni di riserva, ma sempre di collegare le proprie attività con progetti di conservazione in campo.
Con la popolazione umana in tutto il mondo in costante aumento con un sempre aumento della domanda di risorse, e la distruzione degli habitat naturali, il ruolo dei giardini zoologici come centri di conservazione diventerà ancora più importante negli anni a venire, combinata con accumulo di esperienze e conoscenze in ex-situ e in-situ da parte della comunità zoo in tutto il mondo, sempre più impegnata alla conservazione integrata.

### La strategia di conservazione
Nel 1993, l'Organizzazione mondiale della Zoo (IUDZG) e il Captive Breeding Specialist Group of The World Conservation Union (IUCN) ha pubblicato La World Zoo Conservation Strategy. Questa strategia, definita per la prima volta in un unico documento, identificano le responsabilità e le opportunità che lo zoo e l'acquario della comunità internazionale necessitano al fine di essere pienamente coinvolti nella conservazione della natura. Le pressioni e le minacce alla fauna rimangono e sono anzi aumentati. La necessità di aiuto nella conservazione si è intensificata. È quindi il momento opportuno per tutti i giardini zoologici ed acquari a riesaminare i modi e i mezzi con cui possono consolidare e aumentare il loro sostegno e il loro coinvolgimento nella conservazione.
Nel 2005 una rivista chiamata "Costruire un futuro per la Fauna Selvatica: la World Zoo and Aquarium Conservation Strategy", è stata pubblicata dalla World Zoo and Aquarium Association (WAZA). Questo documento rafforza ed espande i temi generali del primo documento e presenta una visione dei ruoli che tutti i giardini zoologici e acquari possono e devono fare per la conservazione della vita selvatica e dei loro ecosistemi. Il documento di 72 pagine, che è il risultato di assistenza e consulenza da oltre 350 persone, è davvero internazionale nel suo campo di applicazione e nella sua produzione.
La strategia si rivolge a tutti i giardini zoologici ed acquari, per quanto grandi o piccole, per quanto ricchi o poveri, e non solo quelli che sono membri di WAZA. La strategia prevede una filosofia comune per zoo e acquari di tutto il mondo e definisce gli standard e le politiche che sono necessarie per raggiungere i loro obiettivi di conservazione. La strategia 2005 sarà in uso e interesse non solo agli Zoo e agli Acquari, ma a chiunque sia interessato alla conservazione e allo sviluppo sostenibile della biodiversità.
Il documento si apre con una prefazione di sostegno del direttore generale del The World Conservation Union (IUCN) e una prefazione del Presidente della WAZA e dal presidente del comitato di conservazione WAZA, che espone la genesi e la produzione della strategia. Il documento comprende nove capitoli,in cui ogni capitolo possiede una sintesi, una dichiarazione di visione, un testo principale, conclusioni, e una serie di raccomandazioni.
La strategia sarà utilizzata dai singoli giardini zoologici ed acquari, di associazioni nazionali e regionali e da WAZA come base per lo sviluppo di piani d'azione per l'attuazione delle raccomandazioni.

### Estinto in natura - sopravvivere grazie alla cura umana
Secondo la Lista Rossa IUCN (2008), 37 specie di animali sono estinte allo stato selvatico. Animali allevati nello zoo di diverse specie elencate dalla IUCN come estinte allo stato selvatico sono sopravvissuti nei giardini zoologici e sono stati reintrodotti in parte in riserve in uno stato semiselvatico (Cervo di padre David e Orice dalle corna a sciabola).
La lista IUCN contiene anche altre specie che erano estinte allo stato selvatico in passato, ma che sono sopravvissuti grazie alla cura umana, e molti di loro sono stati reintrodotti da zoo e parchi naturali al loro habitat originale (Condor della California, lupo rosso, furetto dai piedi neri, cavallo di Przewalski, gazzella dama, orice d'Arabia, bisonte europeo, bisonte americano.
Tuttavia, la IUCN non elenca le due specie di tartaruga gigante delle Seychelles che sono state riscoperte di recente in cattività.

### Programmi di conservazione
Le collezioni di animali nei singoli giardini zoologici ed acquari sono generalmente troppo piccoli per essere di molto valore per la conservazione a lungo termine. Pertanto le cooperative internazionali o regionali sono necessari per programmi di allevamento per formare grandi popolazioni vitali. Questi programmi di allevamento di cooperazione servono per vari scopi: forniscono animali per una nuova opportunità di istruzione; fornire materiale di raccolta fondi; fornire collezioni di ricerca da cui partire per acquisire una conoscenza di base della biologia animale; e, su scala più ampia, fornire sostegno demografico e genetico alle popolazioni selvatiche. Per fornire tutte queste opzioni completamente, queste popolazioni devono essere utilizzabili a lungo termine. Ciò richiede che siano demograficamente stabili, sani, ben tenuti e in grado di riprodursi in modo autosufficiente, distribuite in diverse istituzioni per ridurre i rischi di perdita catastrofica, di dimensioni sufficienti per mantenere elevati livelli di diversità genetica.
I programmi di conservazione di allevamento (come il Species Survival Plan - SSP, istituito nell'1981 o il Species Programme europeo Endangered - EEP, istituito nell'1985) sono in genere organizzati a livello delle associazioni regionali, in particolare AZA e EAZA, perché lo scambio di animali tra le regioni è costoso e, soprattutto a causa di restrizioni veterinarie, difficile.